# سوسة الفيل
سوسة الفيل وإسمها العلمي أورثورينوس أسيلندريروسترز وهي نوع من سوسية حقيقية. في أستراليا تُعتبر آفة كبرى لشركات النبيذ.

## وصف
اللون والحجم متغيران للغاية ويتراوح حجم البالغين بين 10 و 20 ملم. عادةً ما تكون هناك درنة على جانبي القصبة، وكلاهما يحتوي على درنتين على الفتحات الثانية. الفاصل الخامس له درنة مماثلة على الانحدار الخلفي. إن قرون الاستشعار الخاصة بالذكور أقرب بكثير إلى قمة المنقار، ولديها أيضًا أرجل أمامية أطول من الإناث. تتمدد الأجزاء الرصغية القاعدية الثلاثة في الذكور أكثر من الإناث. الإناث أقل أسطوانية وأكثر خشونة وأقصر من الذكور.

## دورة الحياة
تتغذى كل من السوسة واليرقات على أنواع مختلفة من شجرة الكينا.

## صور

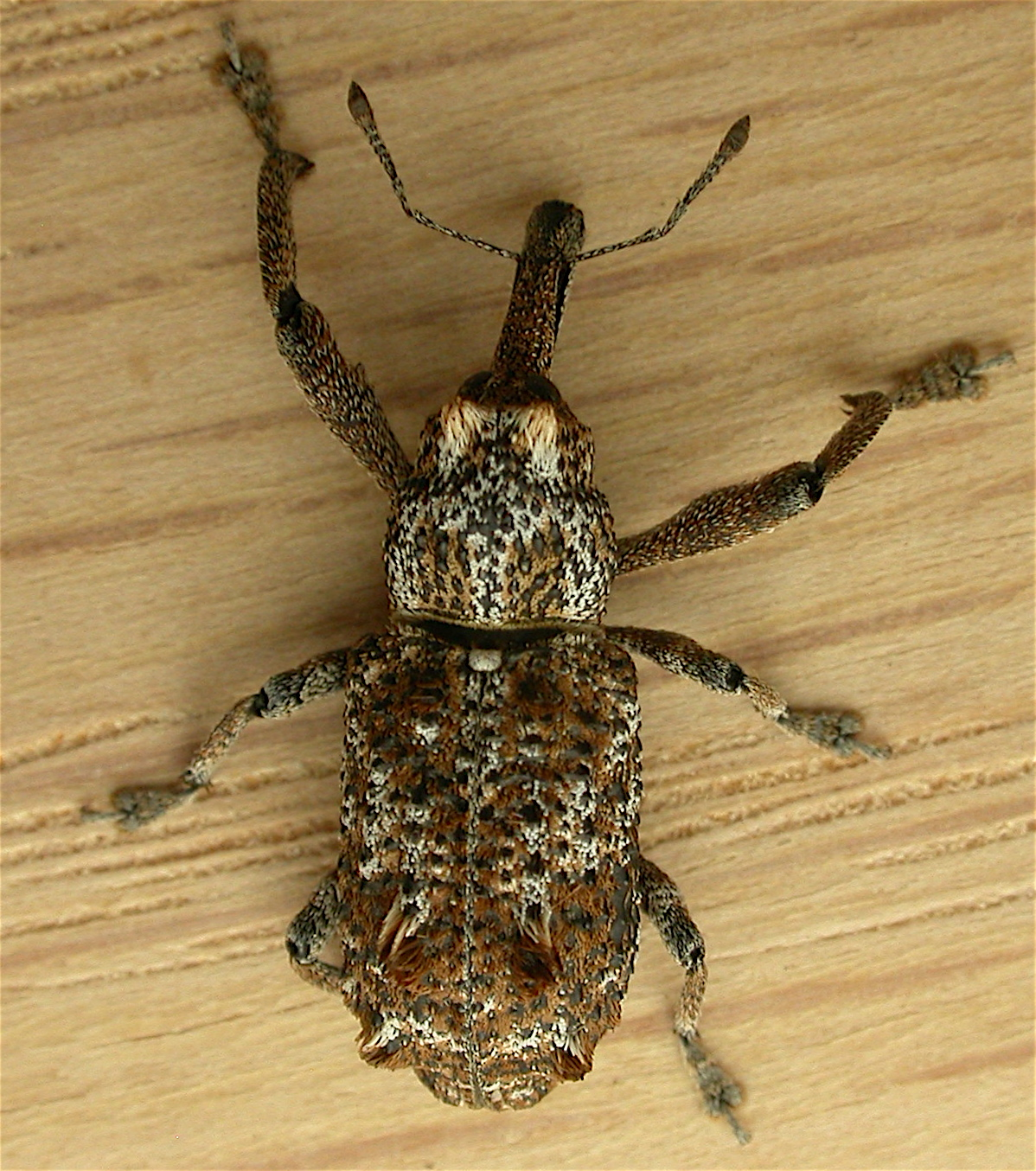
أنثى سوسة الفيل